# 夜讀驚魂
《夜讀驚魂》（英語：Nightbooks）是一部2021年美國黑暗奇幻片，由大衛·亞羅維斯基（David Yarovesky）執導，米琪·多特里（Mikki Daughtry）和托比亞斯·伊安柯尼斯編劇，溫斯洛·費格利（Winslow Fegley）、麗迪亞·朱威特（Lidya Jewett）與克萊斯汀·瑞特主演。電影改編自J·A·懷特（J. A. White）的2018年同名兒童讀物，講述一名小男孩被女巫囚禁在現代紐約市的公寓中，每晚都得講一則恐怖故事才能存活，他計劃與女巫的僕人一起逃脫。
電影2021年9月15日上線Netflix。

## 演員
- 溫斯洛·費格利（Winslow Fegley）飾演艾力克斯（Alex）：沉迷恐怖故事的男孩，遭女巫囚禁。[2]
- 麗迪亞·朱威特（Lidya Jewett）飾演雅茲明（Yazmin）：女巫的僕人。[2]
- 克萊斯汀·瑞特飾演娜塔莎（Natacha）：具有魔法力量的邪惡女巫。[3]

## 製作
J·A·懷特（J. A. White）創作的恐怖奇幻兒童讀物《夜讀驚魂》（2018年）由Netflix取得電影改編權，山姆·雷米和勞勃·泰普特的鬼屋影業主要製作，梅森·諾維克與蜜雪兒·克諾德森（Michelle Knudsen）的MXN娛樂（MXN Entertainment）聯合製作。2019年6月，聘請米琪·多特里（Mikki Daughtry）和托比亞斯·伊安柯尼斯來編寫劇本。2020年10月，克萊斯汀·瑞特、溫斯洛·費格利（Winslow Fegley）和麗迪亞·朱威特（Lidya Jewett）加入演出陣容，三名演員皆曾與Netflix合作過，其中瑞特將飾演邪惡女巫；大衛·亞羅維斯基（David Yarovesky）被聘來執導電影。
電影在2020年10月14日至12月17日加拿大安大略省多倫多主要拍攝。

## 發行
《夜讀驚魂》2021年9月15日上線Netflix。2021年8月19日發表首支預告片。

## 外部連結
- 在Netflix上觀看《夜讀驚魂》
- 互联网电影数据库（IMDb）上《夜讀驚魂》的资料（英文）

#invoke:NavboxV2